# Volto di Santa
Il Volto di Santa è un dipinto a olio su tavola (25x18,3 cm) di Cima da Conegliano, conservato presso la Museo Poldi Pezzoli a Milano.